# Constantin Hühn
Constantin Hühn (* 17. Juli 1990) ist ein deutscher Schauspieler.

## Leben
Am 5. Januar 2008 gab Hühn in der TV-Serie Schloss Einstein auf KiKA sein TV-Seriendebüt in der Hauptrolle des Ole Weiland.
Nach seinem Abitur war er Lesepate beim Radio Funkwerk in Erfurt.

## Filmografie
- 2006: KRIMI.DE – Katzenauge
- 2008–2009: Schloss Einstein